# 渡辺
渡辺、渡邊、渡邉（わたなべ）は、渡部（わたのべ）から転じた職業や渡し場に由来する名前（諸説あり）。

## 地名

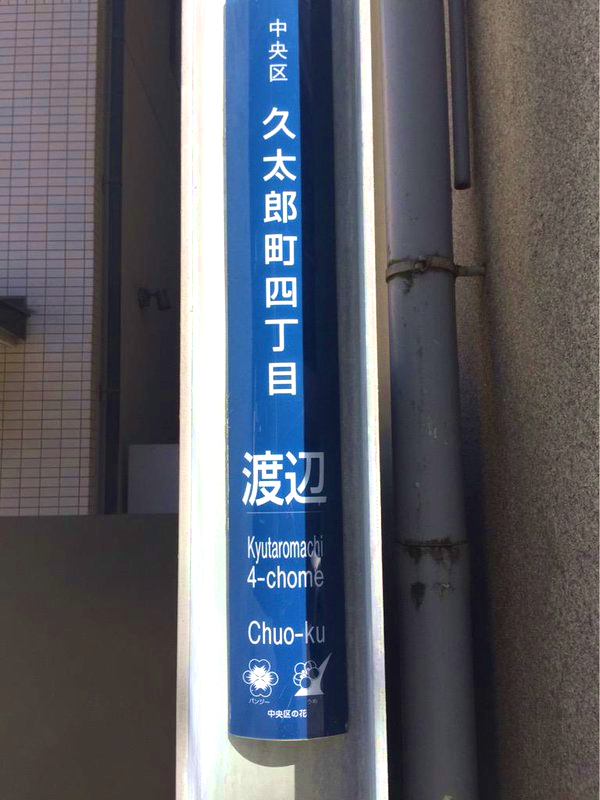
「久太郎町四丁目渡辺」の街区表示板

日本全国に見られる地名であり、中世に摂津国の旧淀川河口近くに存在した渡辺がもっとも有名である。この渡辺は渡辺津と呼ばれる港であり、現在の大阪市中央区の天満橋から天神橋の間辺りにあった。また、「渡辺」のルーツで有名な神社が坐摩神社である（社号は「いかすり」と読むが、通常は「ざま」と読む）。現在地の住所は大阪府大阪市中央区久太郎町四丁目渡辺3号であるが、1988年の地名変更までは「渡辺町」という地名だった。渡辺の名のルーツが消えることに反対する運動が渡辺姓の末裔の間で起こり、結局は「○丁目▲番×号」の「○番」の部分に「渡辺」が用いられることになった。つまり、大阪府大阪市中央区久太郎町四丁目は1番、2番、3番、渡辺の順で街区符号が設定されている。
- 福島県福島市在庭坂渡辺
- 福島県福島市宮代渡辺墓
- 福島県いわき市渡辺町
- 栃木県那須塩原市渡辺
- 愛知県西尾市吉良町荻原渡辺
- 大阪府大阪市中央区久太郎町四丁目渡辺
- 福岡県福岡市中央区渡辺通

## 人名
明治安田生命保険の調査によると、2018年現在日本で5番目（山梨県では1番目）に多い姓であり、人口の0.94パーセントを占める。漢字表記は大きく分けて「渡辺」「渡邊」「渡邉」の3通りだが、細かい差を含めると字体の数は100以上にのぼる。
海外でも知られていることから、「ミセスワタナベ」など日本人の俗称としても使われる。